# Iglesia luterana de Valparaíso
La iglesia luterana de La Santa Cruz en Valparaíso (mayormente conocida simplemente como Iglesia Luterana de Valparaíso) fue construida en 1897 en el cerro Concepción e inaugurada el 1 de enero del año siguiente con el nombre de Evangelische Kirchengemeinde zum Heiligen Kreuz (Comunidad Protestante de La Santa Cruz), convirtiéndose en la primera iglesia protestante en elevar un templo con torre y campanario en Sudamérica. Pertenece a la comunidad de la Iglesia Luterana en Chile (ILCH). 
Está ubicada dentro de la zona declarada Patrimonio de la Humanidad.

## Historia
El primer culto evangélico luterano en Valparaíso lo realizó en mayo de 1865 el pastor Alfred Tyska, quien se encargó de coordinar la conformación de la primera comunidad luterana en la región. El 7 de marzo de 1867 se instituyó formalmente la Deutsche Evangelische Kirche zu Valparaíso (Iglesia Protestante Alemana de Valparaíso).
La iglesia se disolvió el 15 de abril de 1879 en una asamblea general debido a una serie de problemas de inestabilidad, entre los que destacaba la fuerte recesión económica provocada por la Guerra del Pacífico.
Después de varios intentos poco exitosos de reanimar la comunidad protestante, el 10 de agosto de 1890 se efectuó el primer culto de la nueva etapa de la iglesia protestante alemana, constituyéndose los primeros estatutos en alemán al mes siguiente, y en español a fines de ese año.
El 7 de febrero de 1897 comenzó la construcción de un templo propio con la colocación de la primera piedra, bajo la dirección del pastor Theodor Schmidt y los arquitectos Hermanos Biederhäuser.
La inauguración de la iglesia, con el nombre Evangelische Kirchengemeinde zum Heiligen Kreuz (Comunidad Protestante de La Santa Cruz),  se celebró el 1 de enero del año siguiente, convirtiéndose en la primera iglesia protestante en edificar un templo con torre y campanario en toda Sudamérica.
La iglesia sufrió serios daños en el terremoto de Valparaíso de 1906 y reconstruida gracias a donaciones de la colectividad alemana y del reino en Europa. Volvió a ser dañada en el de La Ligua de 1965, y nuevamente reparada.
A principios de 2011, con la iglesia cerrada, se inició un proyecto de recuperación y mantención motivado por deterioro que había sufrido con el paso de los años y por los daños causados por el terremoto de 2010. Fue reabierta al público el 28 de agosto del mismo año.

## Características

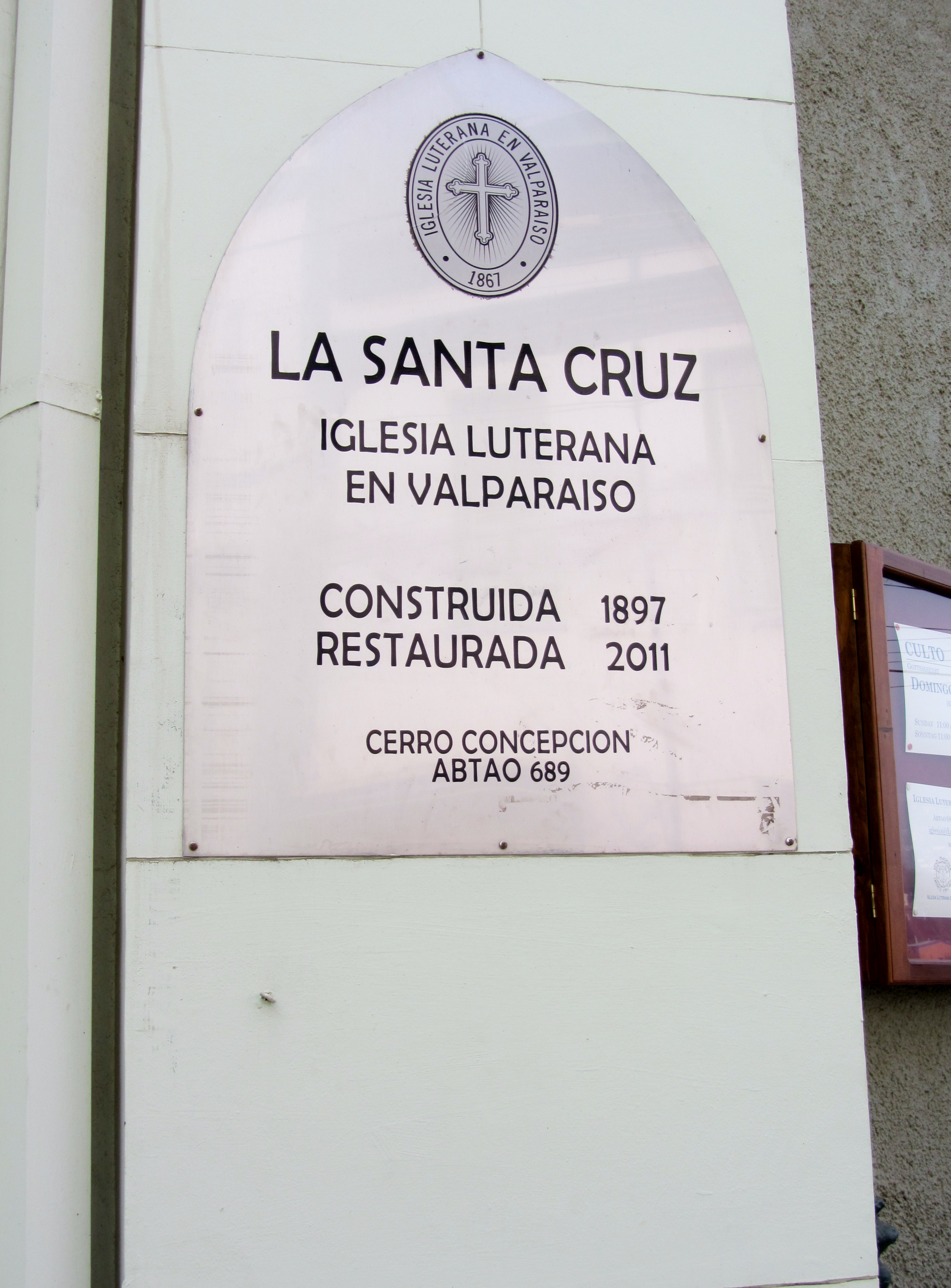
Placa

Posee un muro de contención y una elevada torre. Su interior tiene una nave cuadrada dibujada por arcos apuntados y balcones, ambos construidos en madera. Tiene un antiguo órgano en funcionamiento, original de la Iglesia anglicana de San Pablo ubicada a pocos metros en el mismo cerro, donde fue usado entre 1855 y 1901. Se puede llegar al lugar a pie usando el ascensor Concepción, subiendo las escaleras o a través de accesos vehiculares. Todos los domingos hay culto a las 11 de la mañana. En la iglesia se organizan conciertos de órgano, generalmente los viernes a las siete de la tarde.

### El órgano
El instrumento fue hecho por la firma inglesa Foster & Andrews en 1884. Posee tracción íntegramente mecánica, dos teclados manuales y pedal, que actúan sobre un total de once registros.
Su estética era originalmente romántica, pero en 1974 fue transformado a la barroca alemana de acuerdo a lo dispuesto en el proyecto de registración  del organista alemán Guntram Hecht. El trabajo lo realizó Detlef Kleuker. Como resultado de la remodelación, el órgano aumentó de cuatro a cinco sus tesituras, quedando con juegos de  16’, 8’, 4’, 2′, 1 3/5’ y 1”; además, se agregó una mixtura de tres hileras, los que es indispensable en un instrumento de tubo pensado para la música barroca de concierto. 
Aunque estas transformaciones contradicen los preceptos que actualmente orientan la restauración organera profesional y, en consecuencia, de la firma Organería Valdebenito que realizó la última restauración del instrumento en 2010, esta reconoce que "el órgano de la Iglesia Luterana de Valparaíso es uno de los mejores instrumentos del país para interpretar música alemana de compositores como Schütz, J. S. Bach, Buxtehude, Hanff, entre otras figuras del periodo barroco".

## Galería

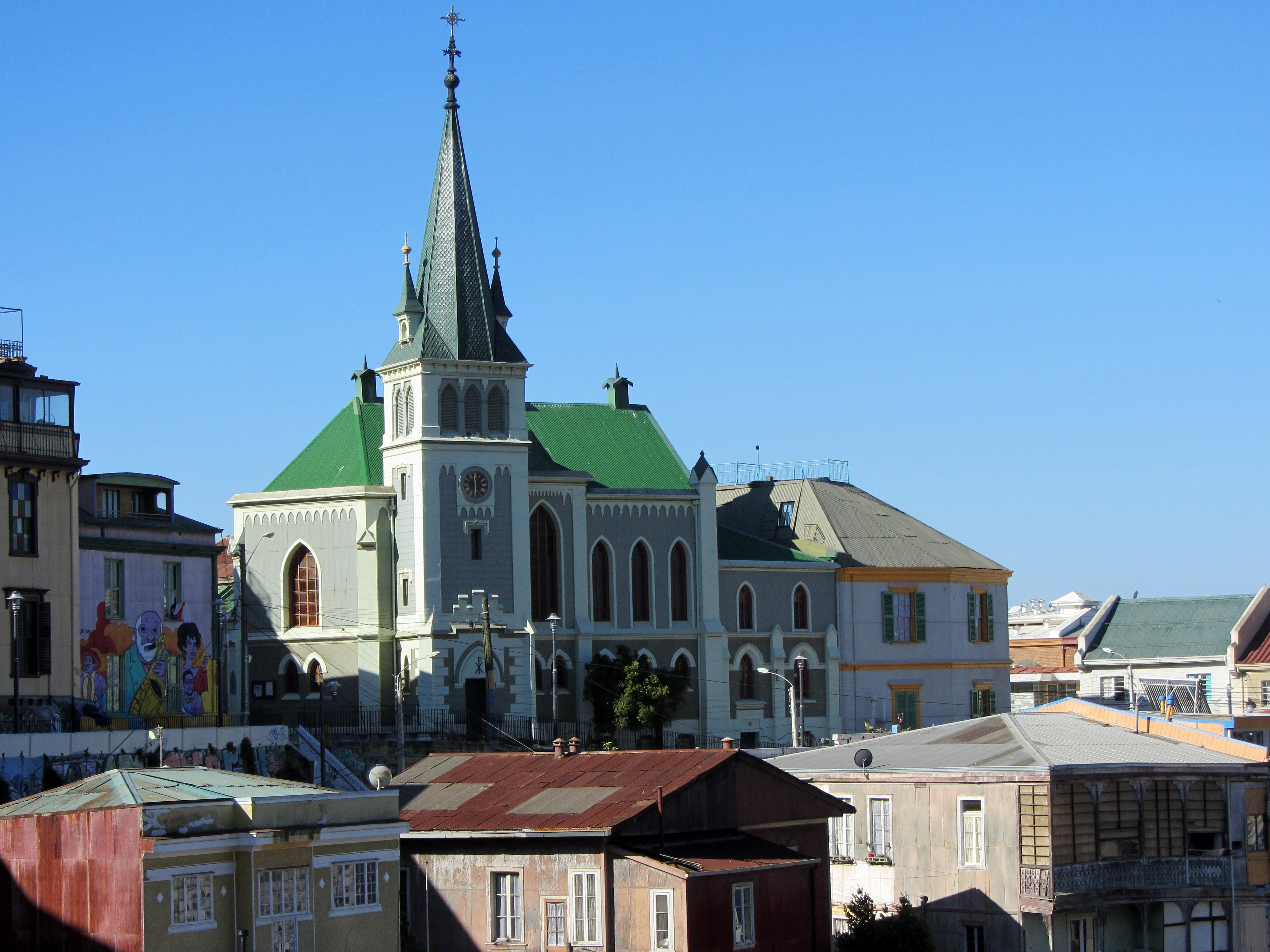
La iglesia a fines de 2015
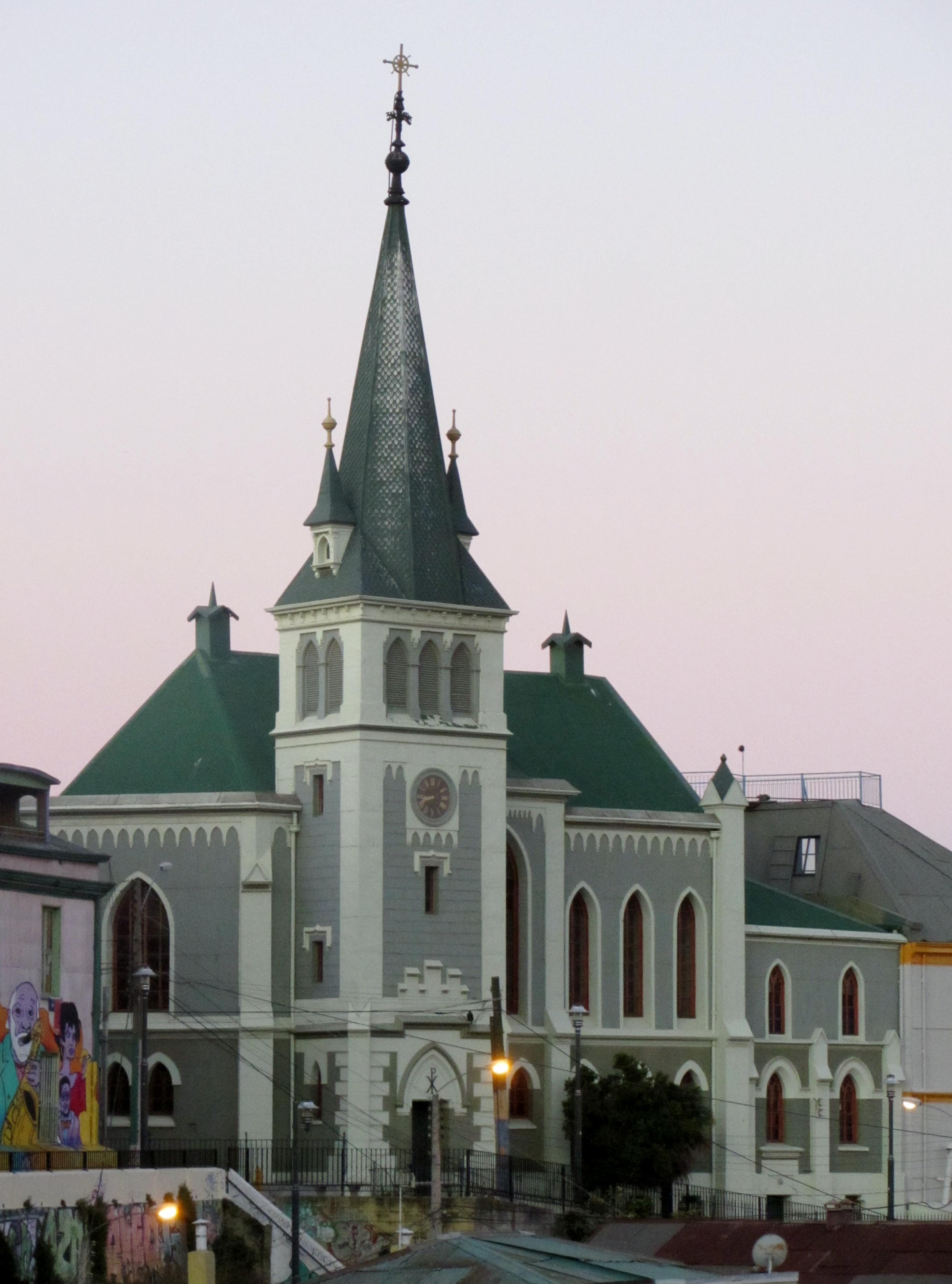
Vista al atardecer, 2015
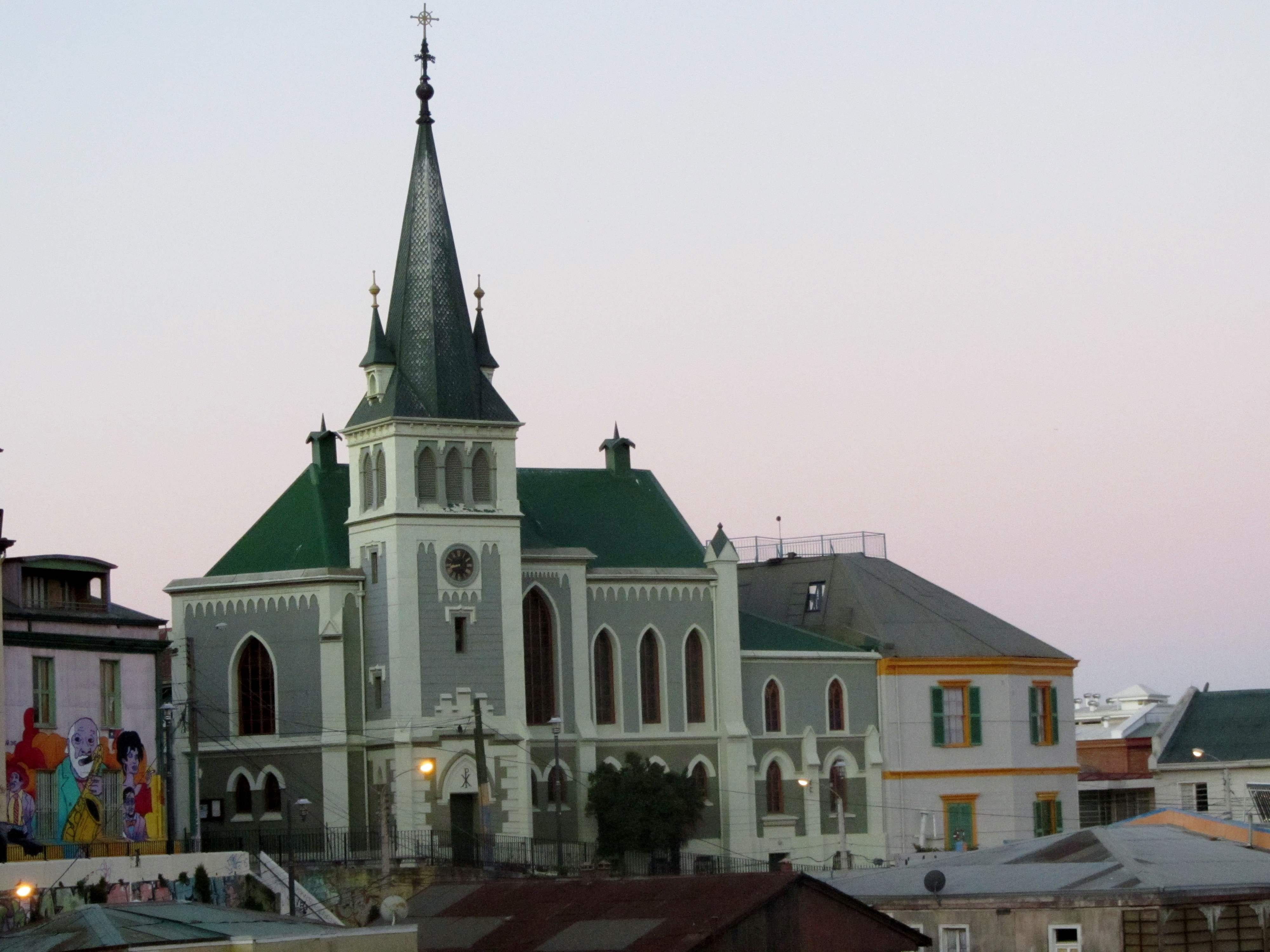
Vista al atardecer; a la izq.: pinturas de Polar, 2015
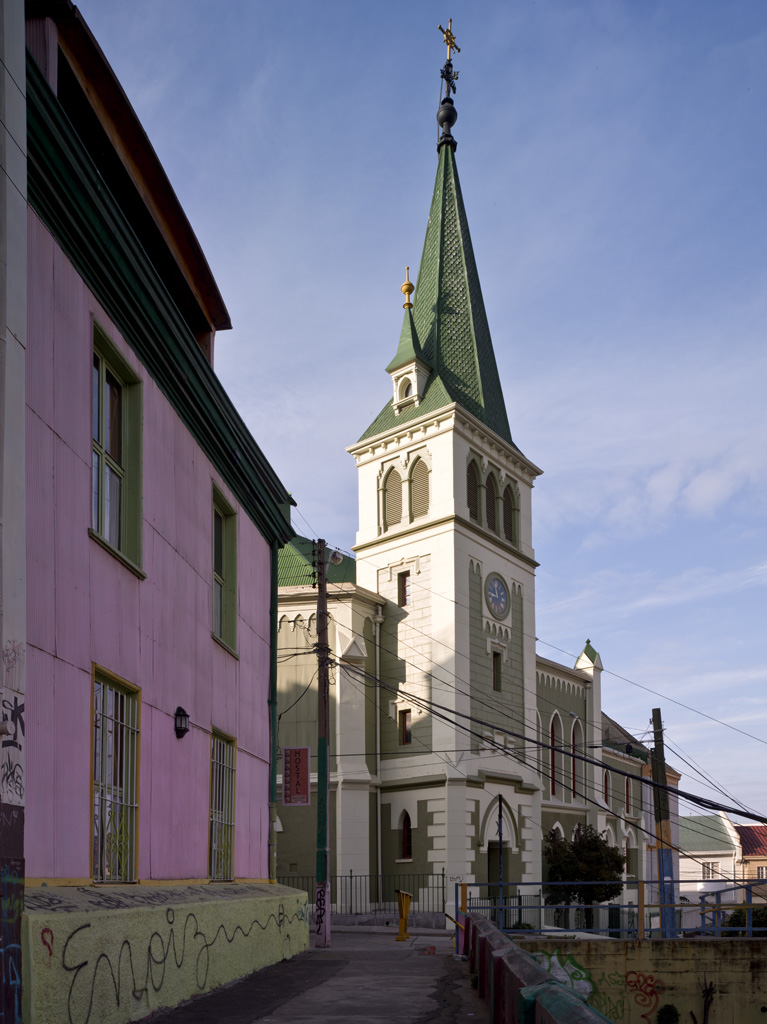
Vista desde la calle Abtao, 2012
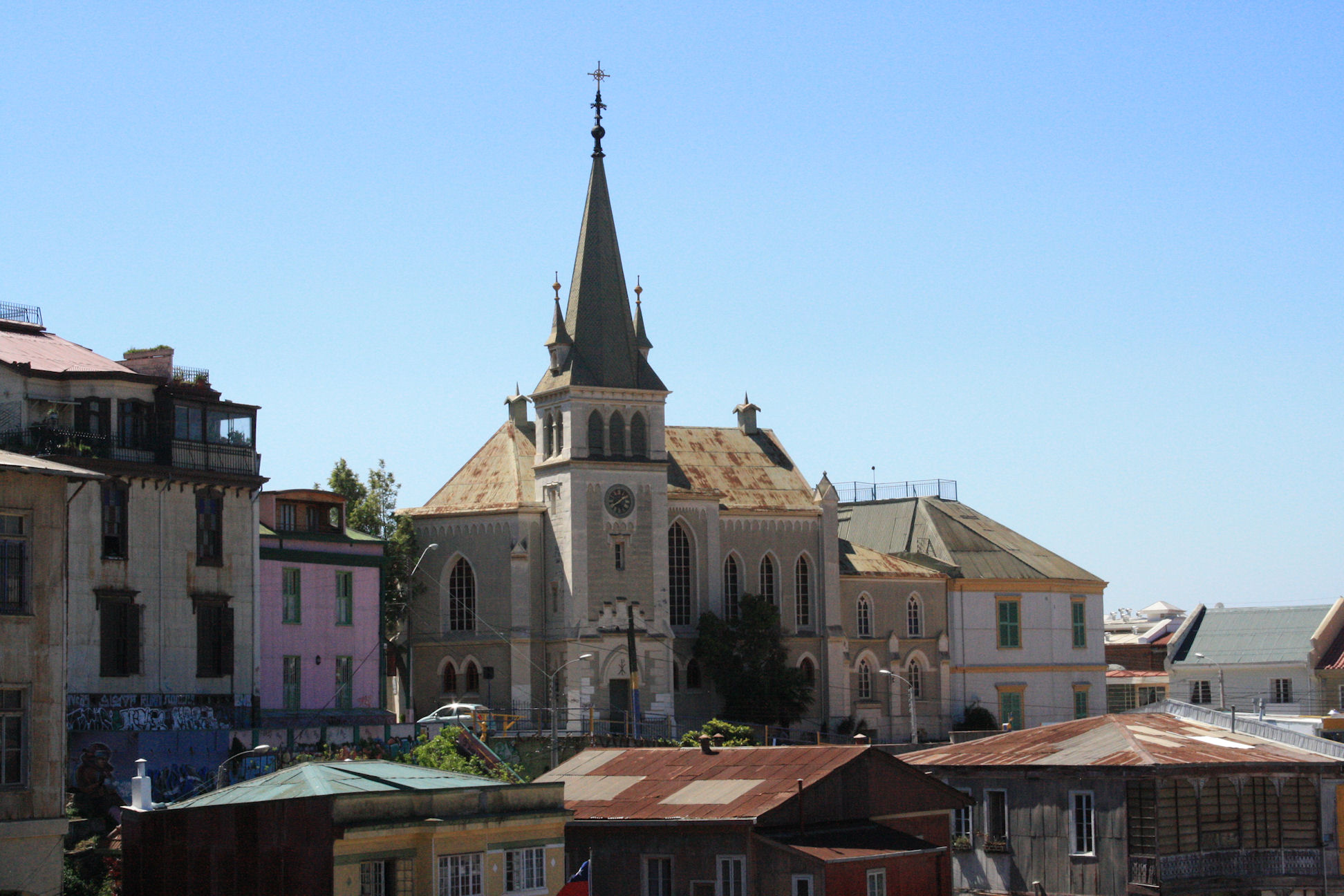
La iglesia en 2010
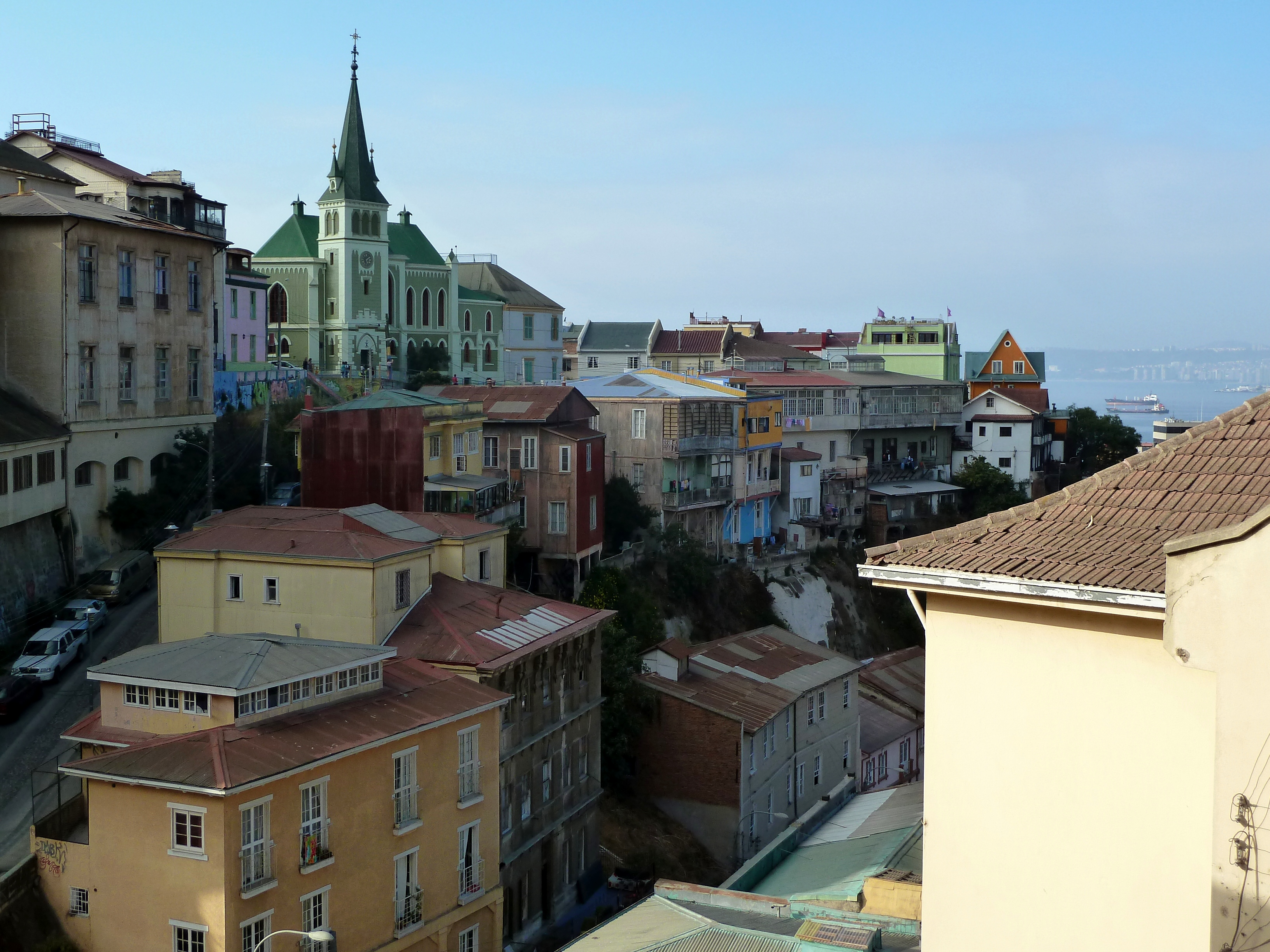
La iglesia en 2012
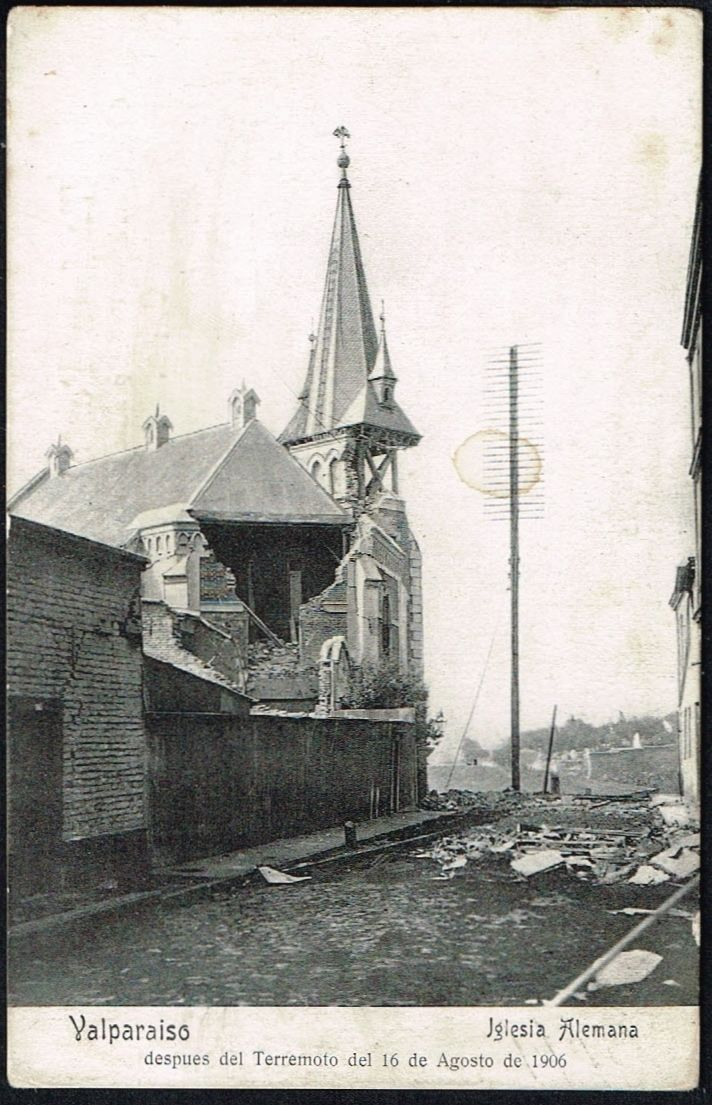
Después del terremoto de 1906

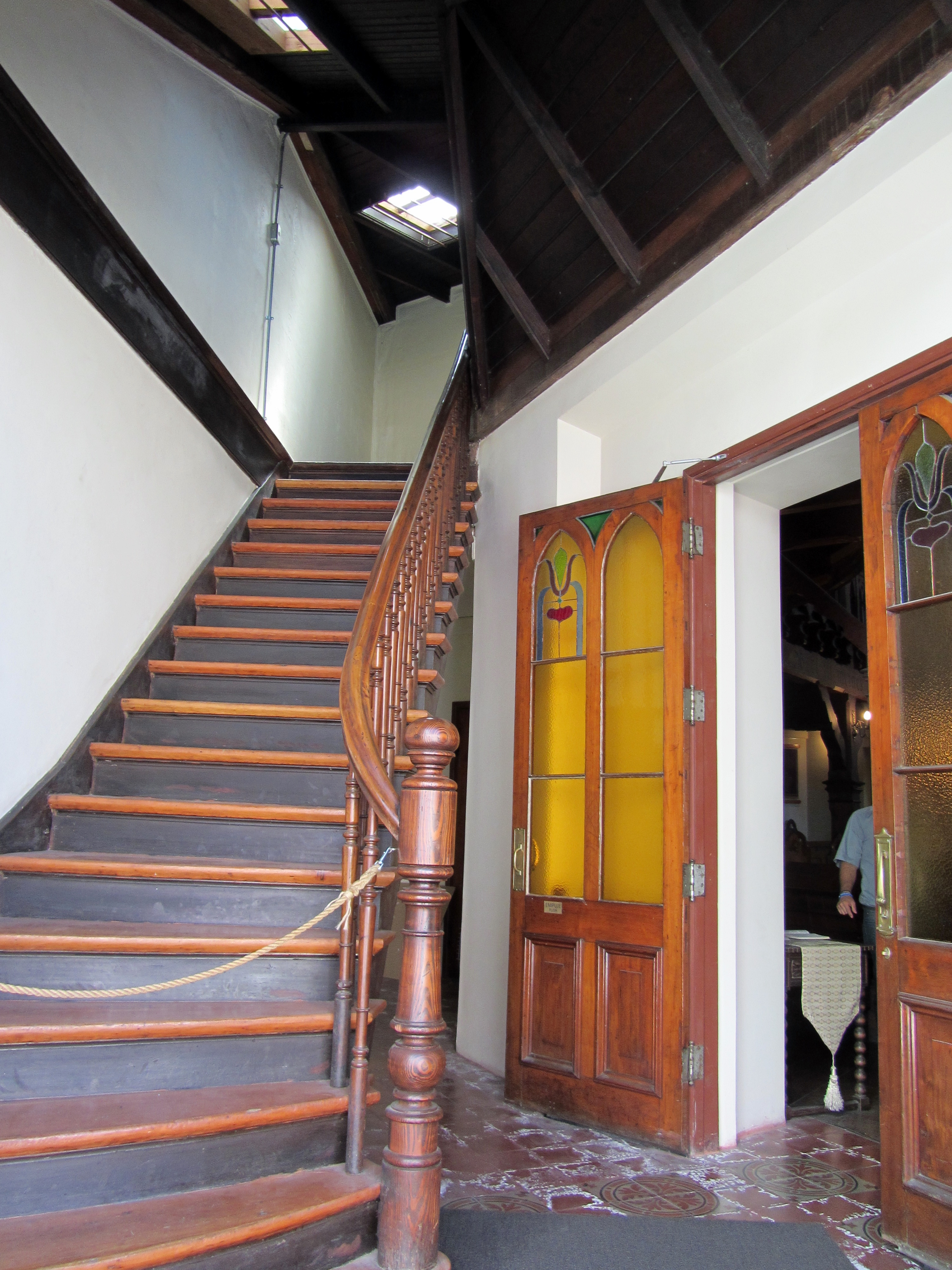
Escaleras
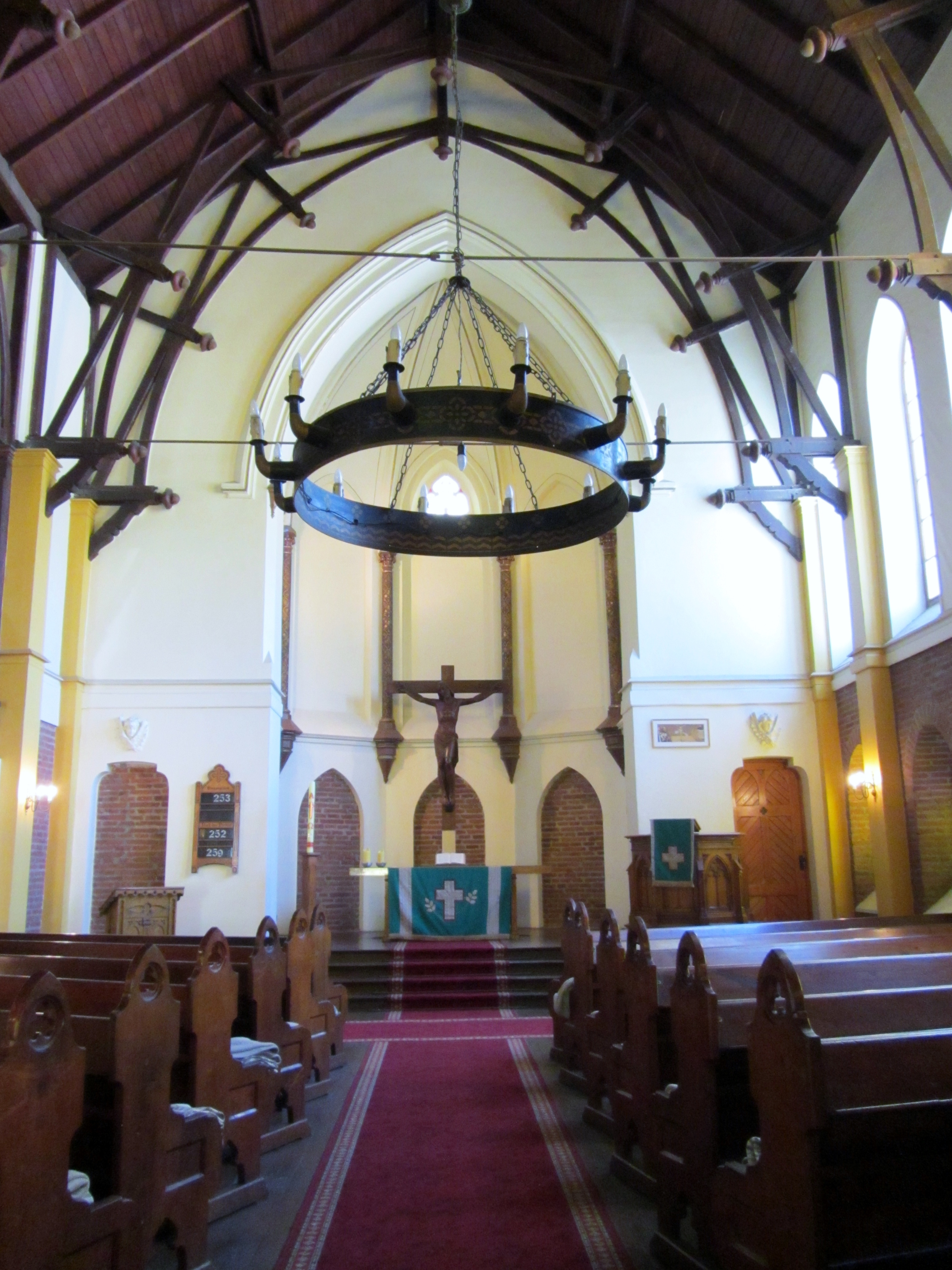
Vista interior
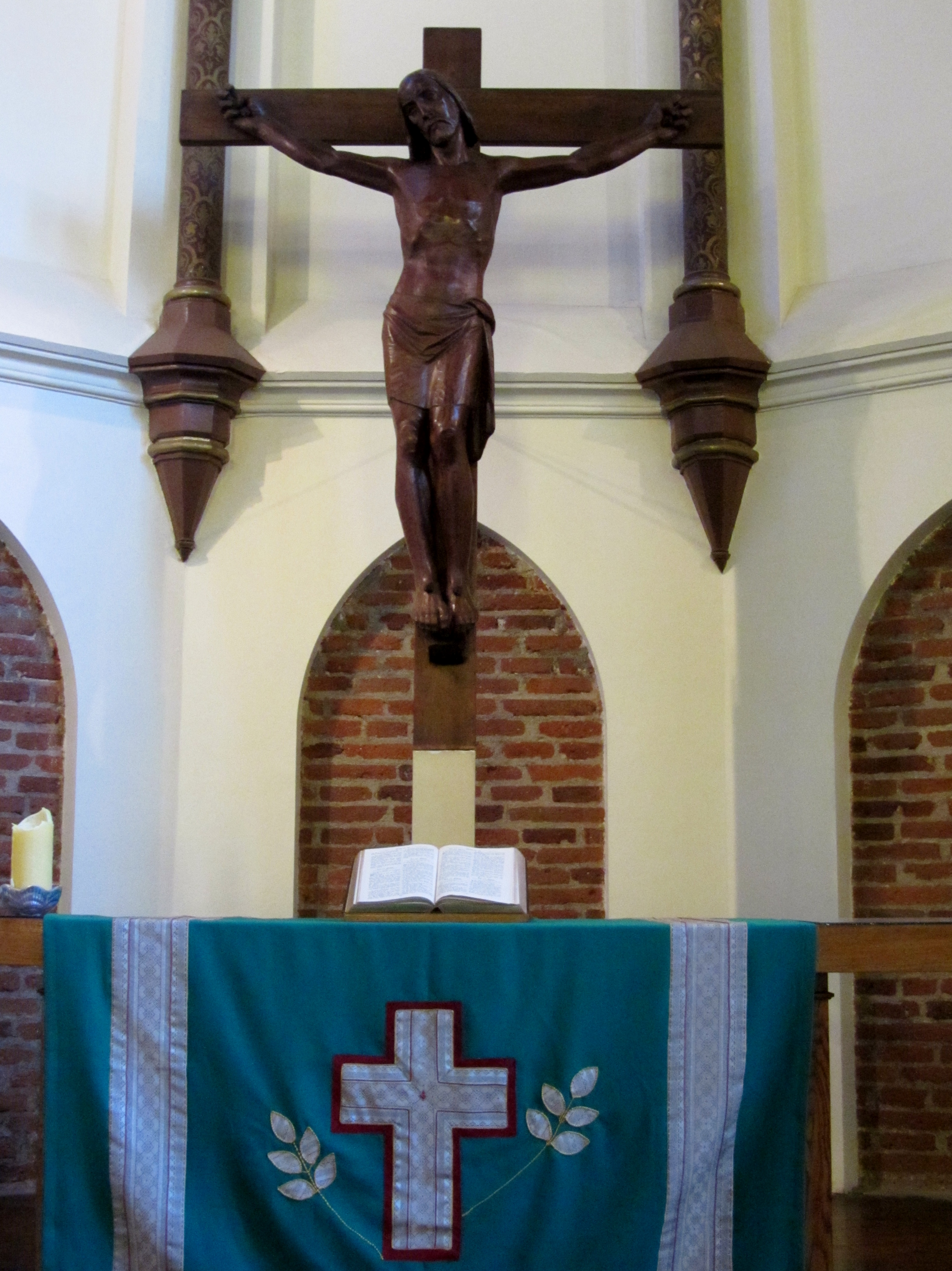
El altar con la Cruz
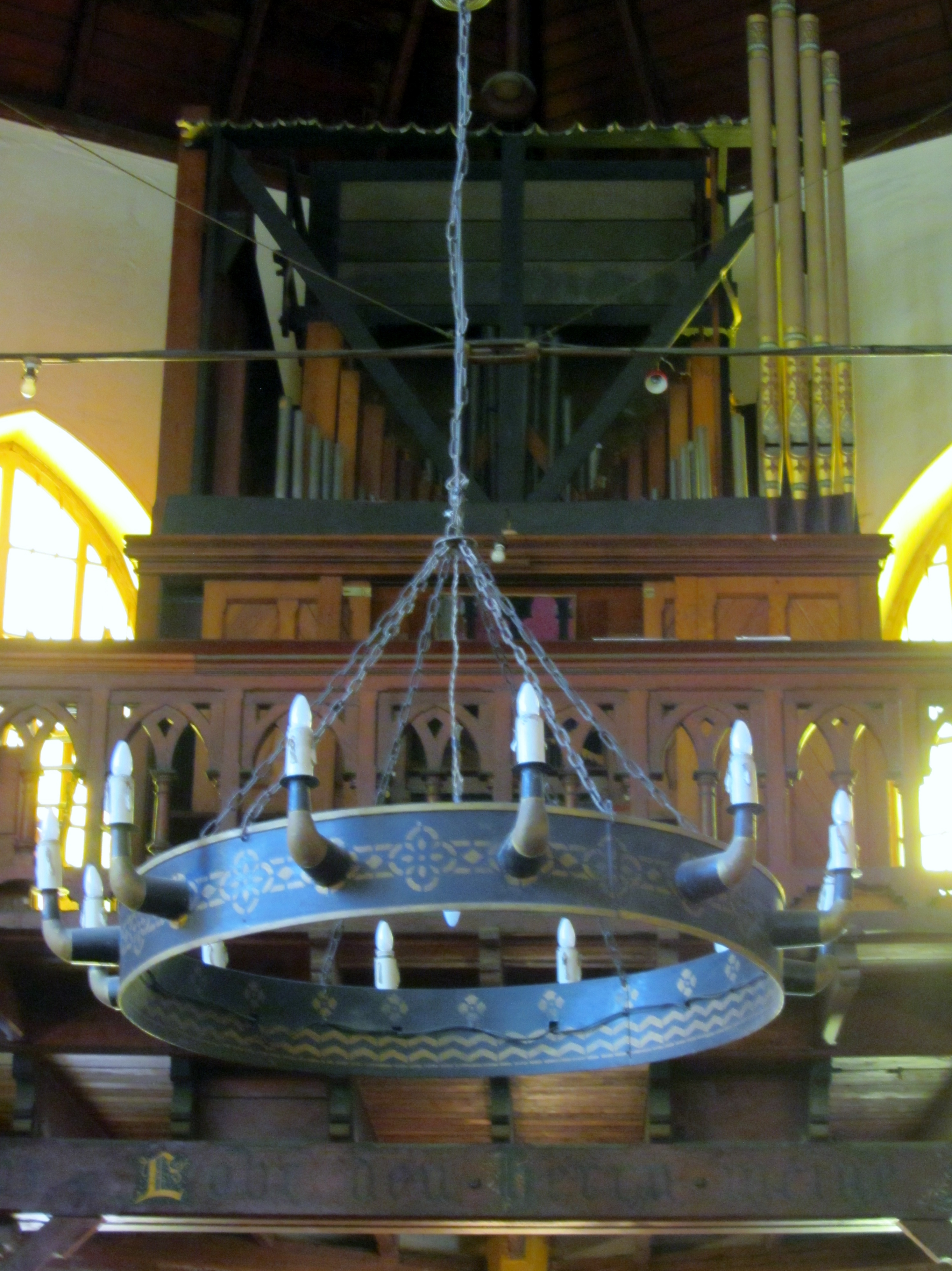
La lámpara
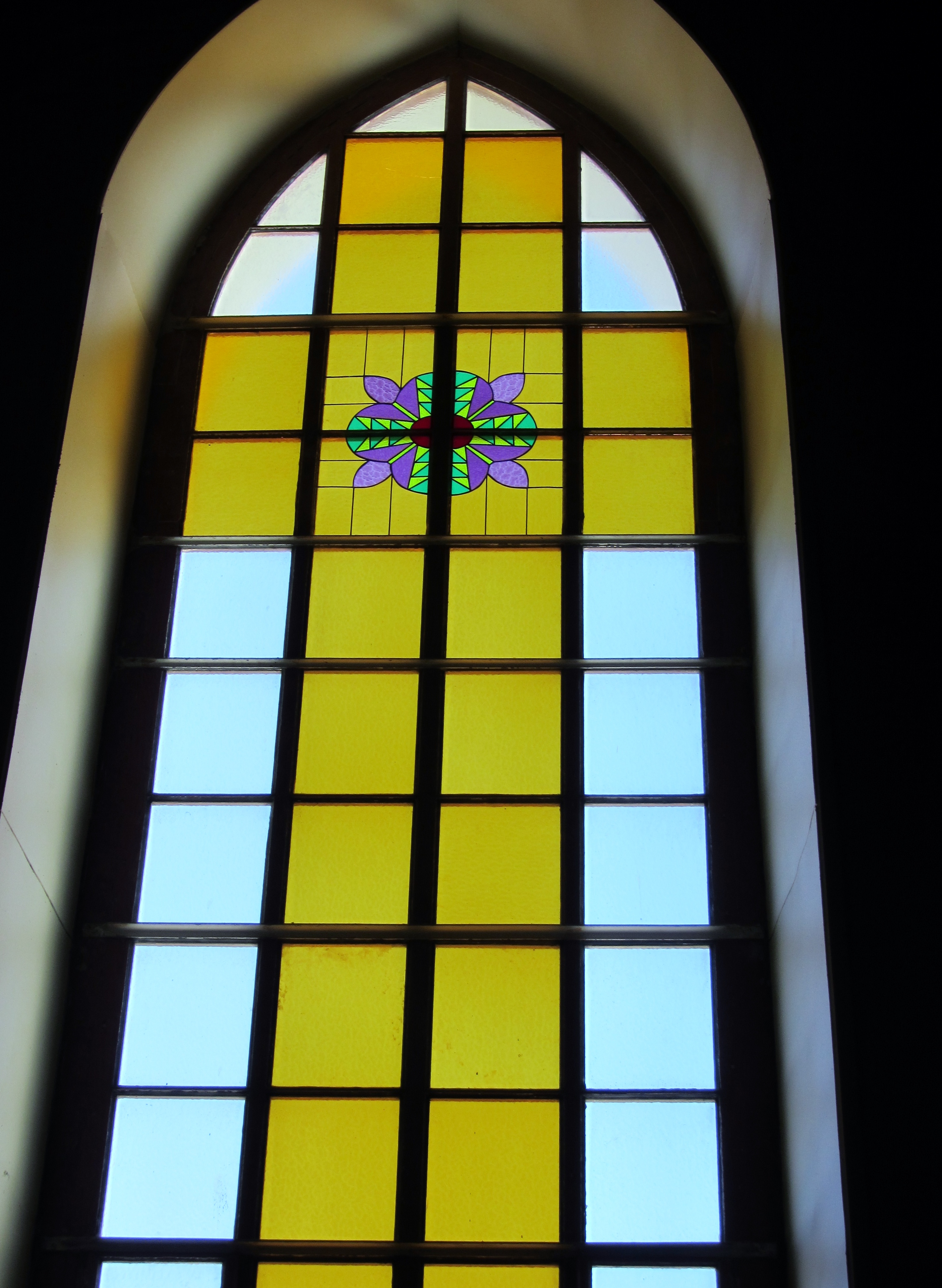
Vitral
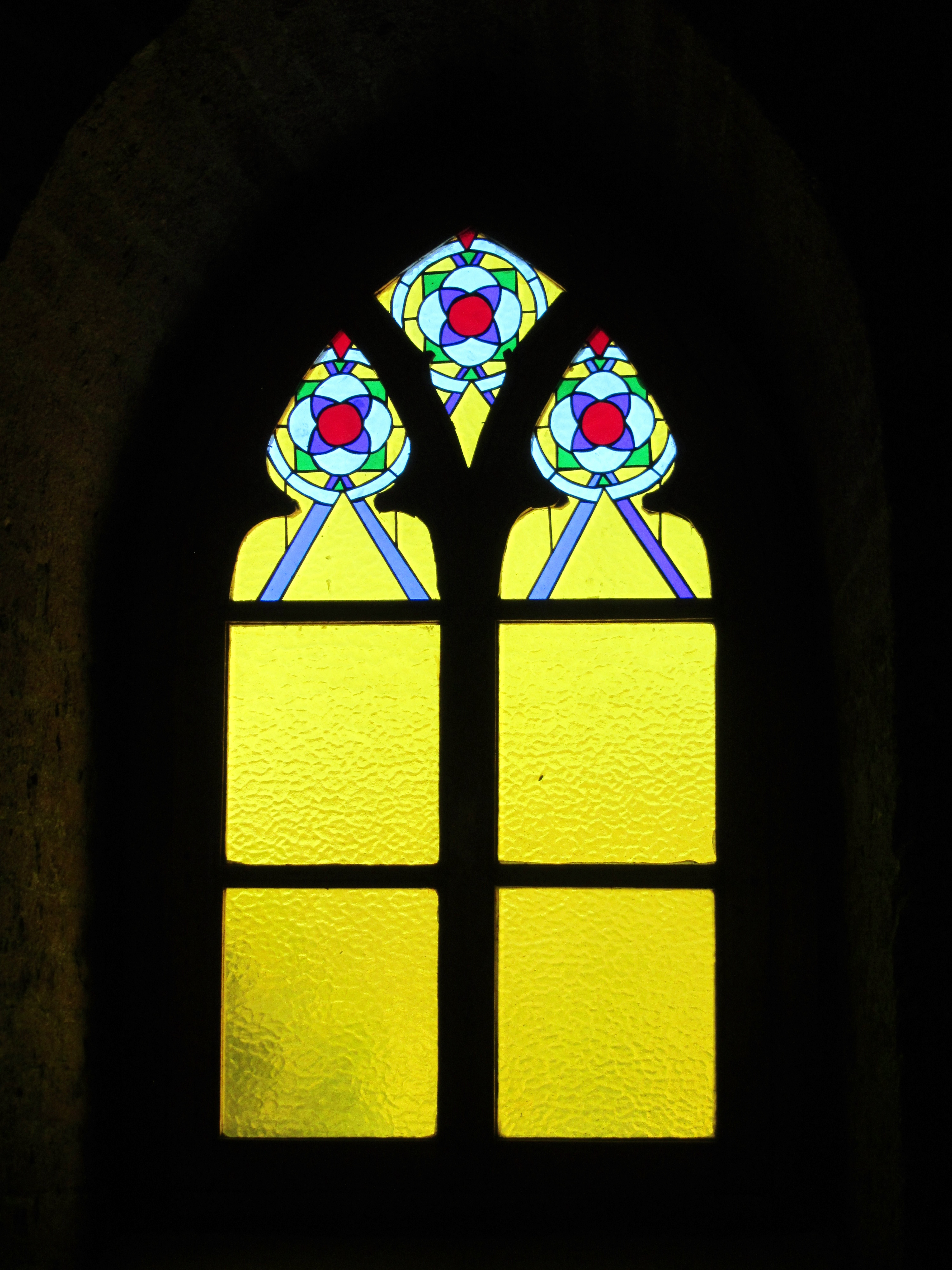
Vitral
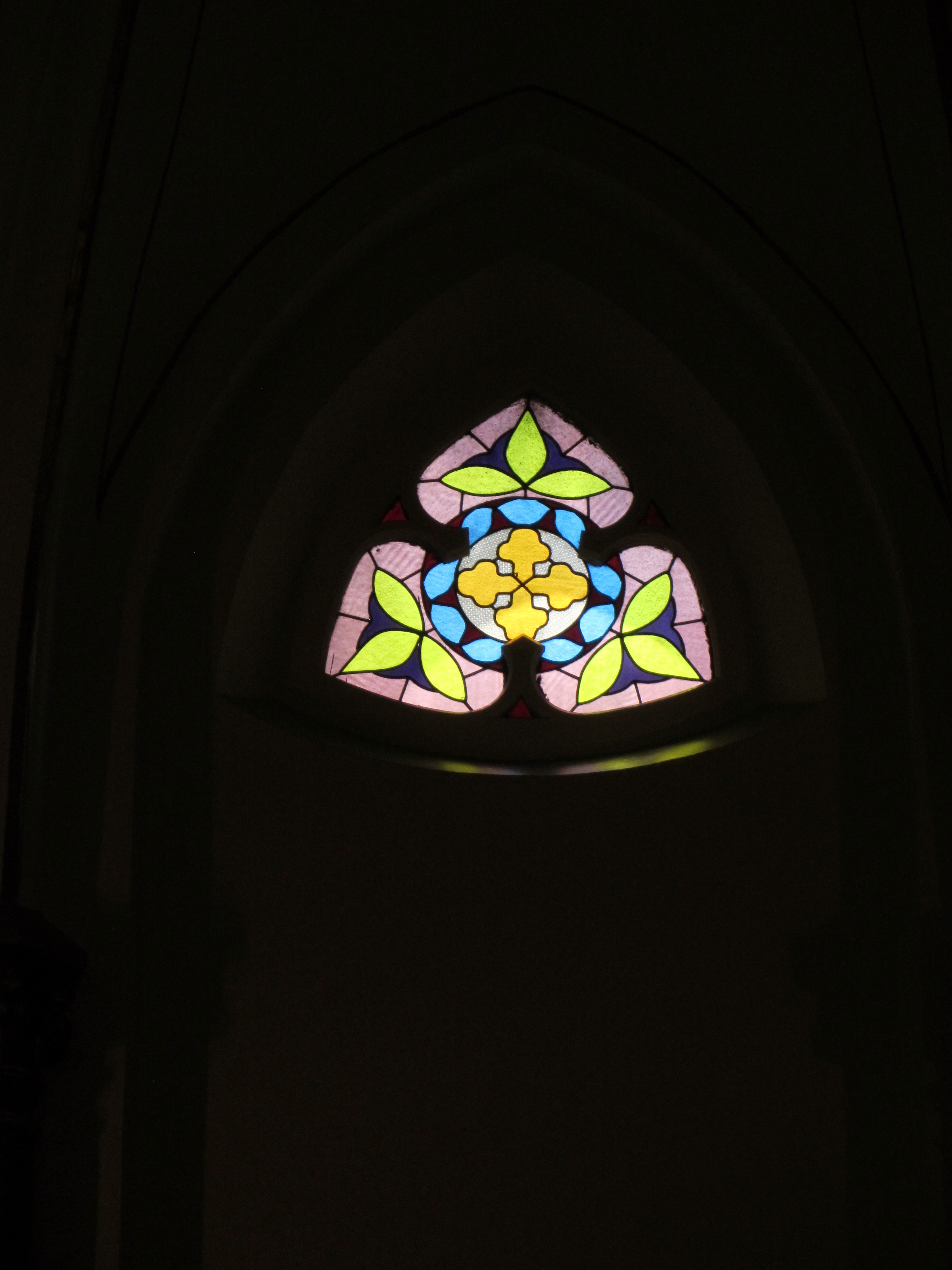
Vitral
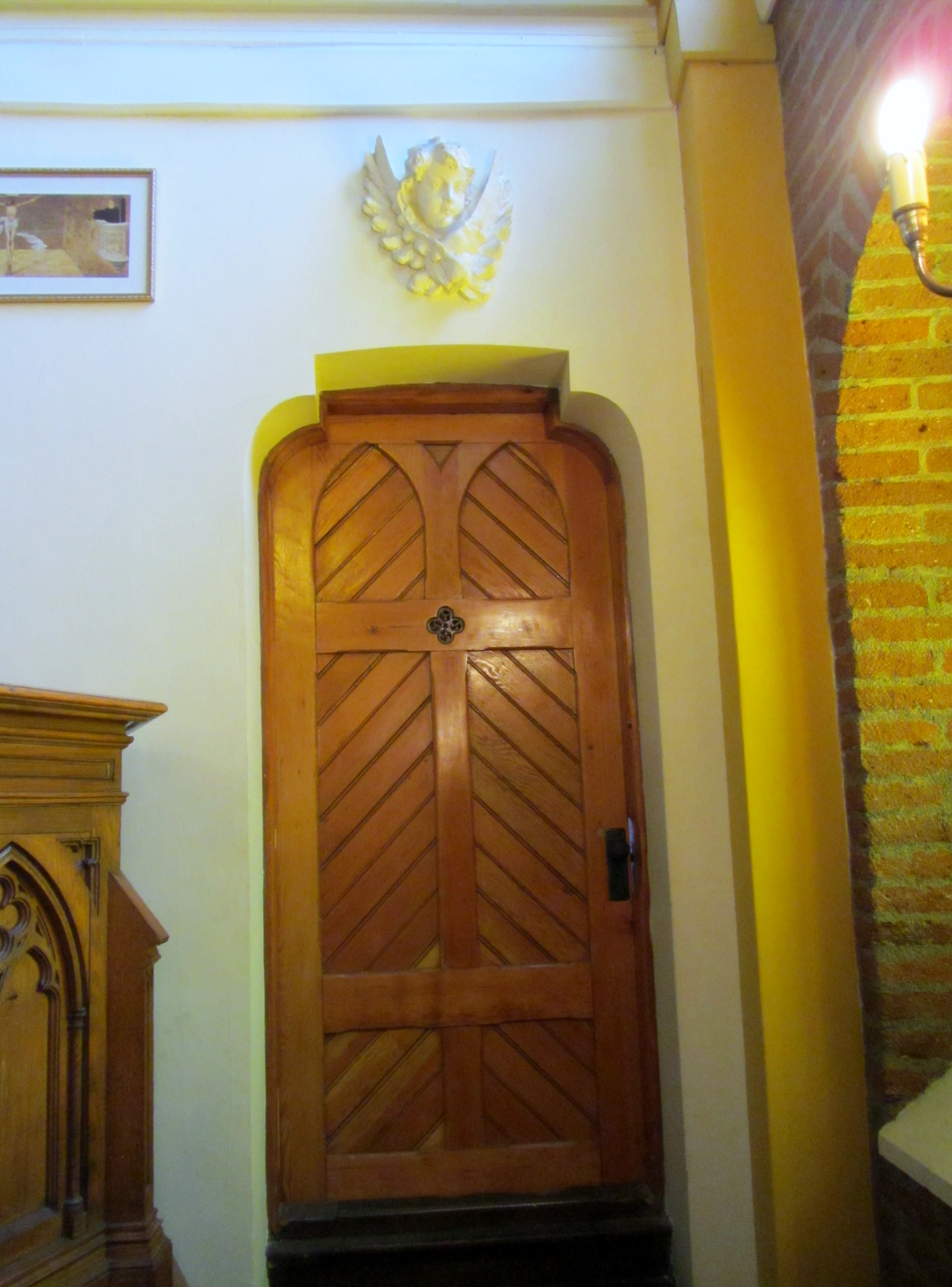
Puerta de la sacristía
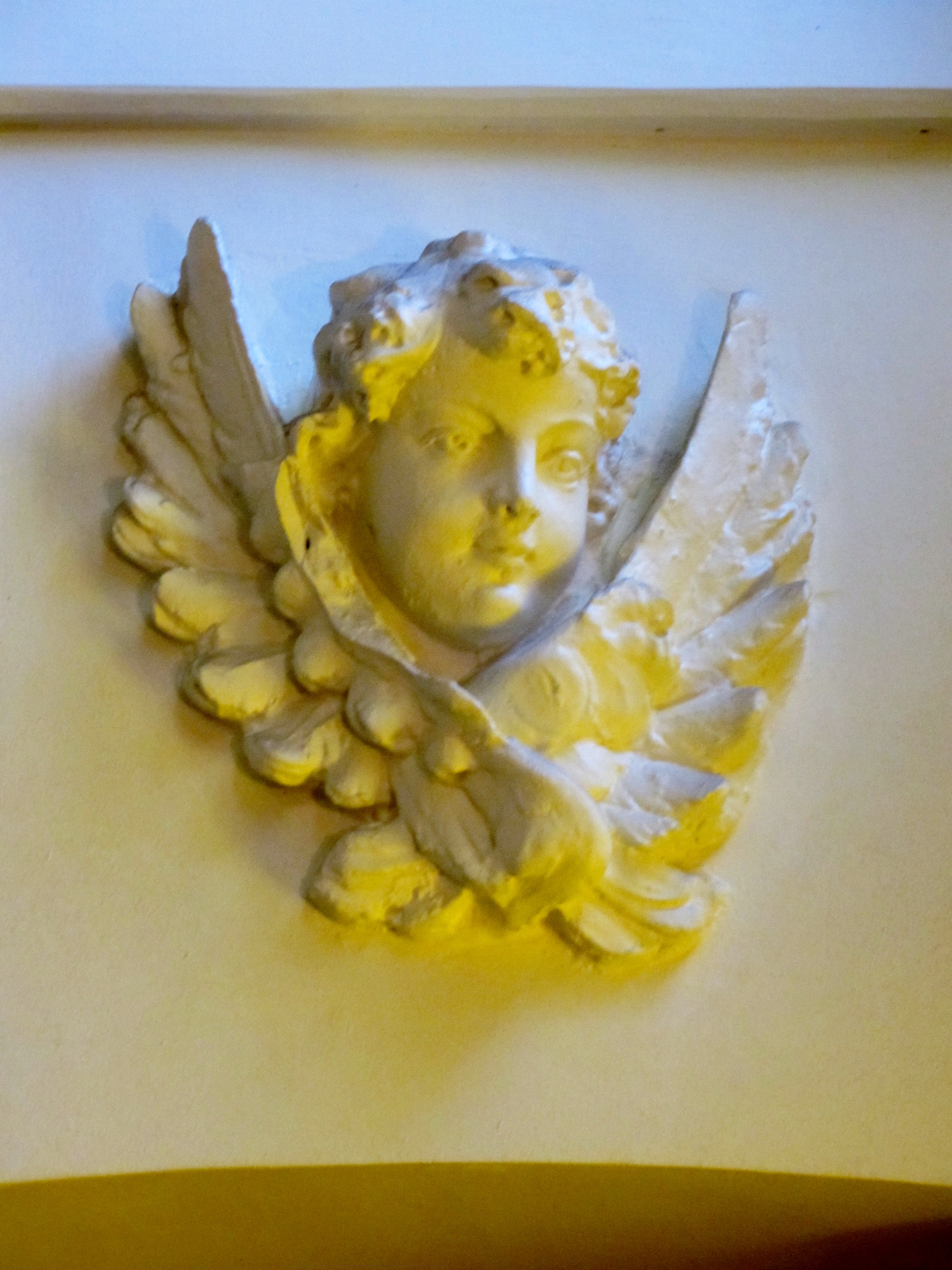
Ángel
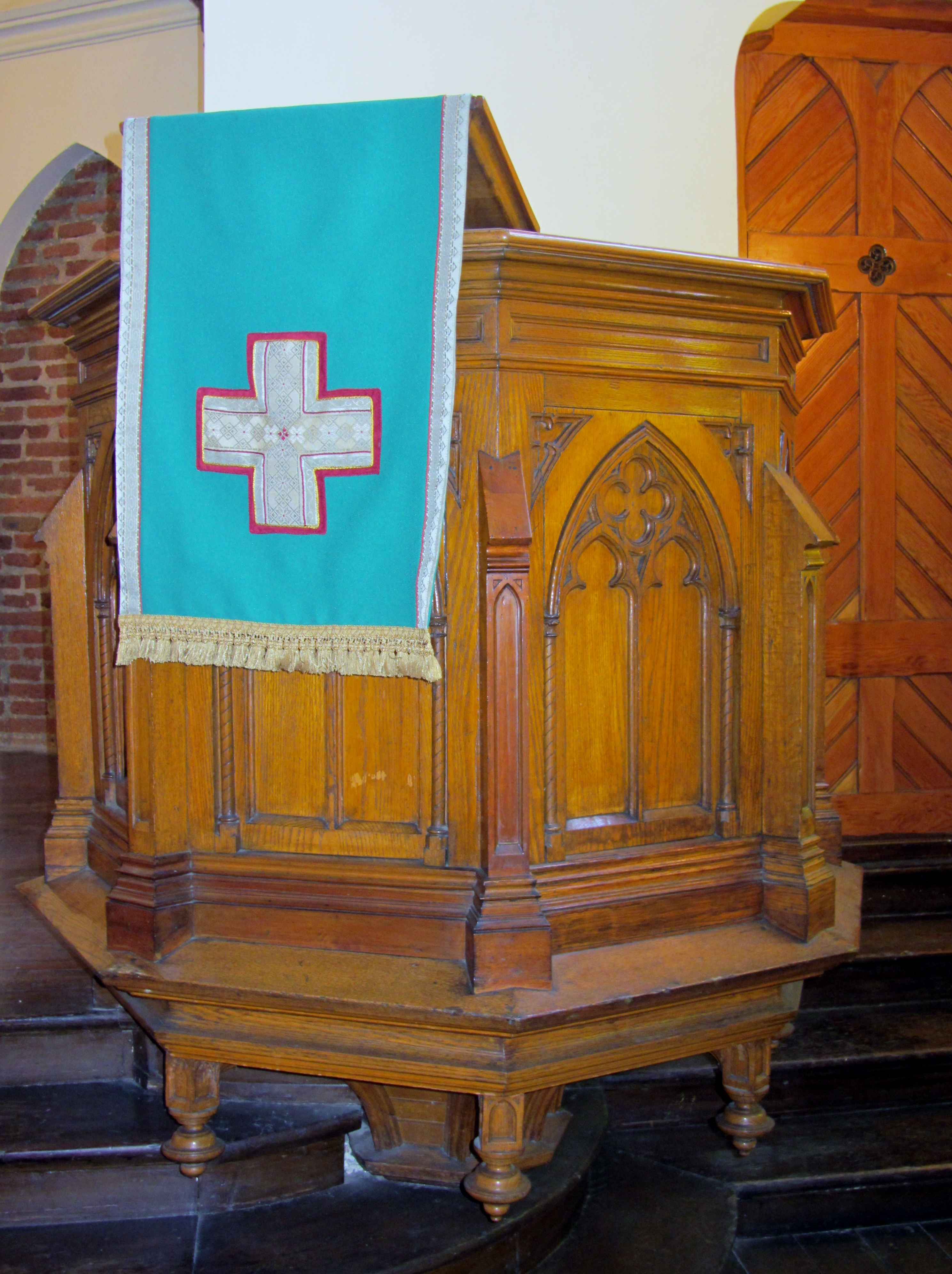
Púltpito
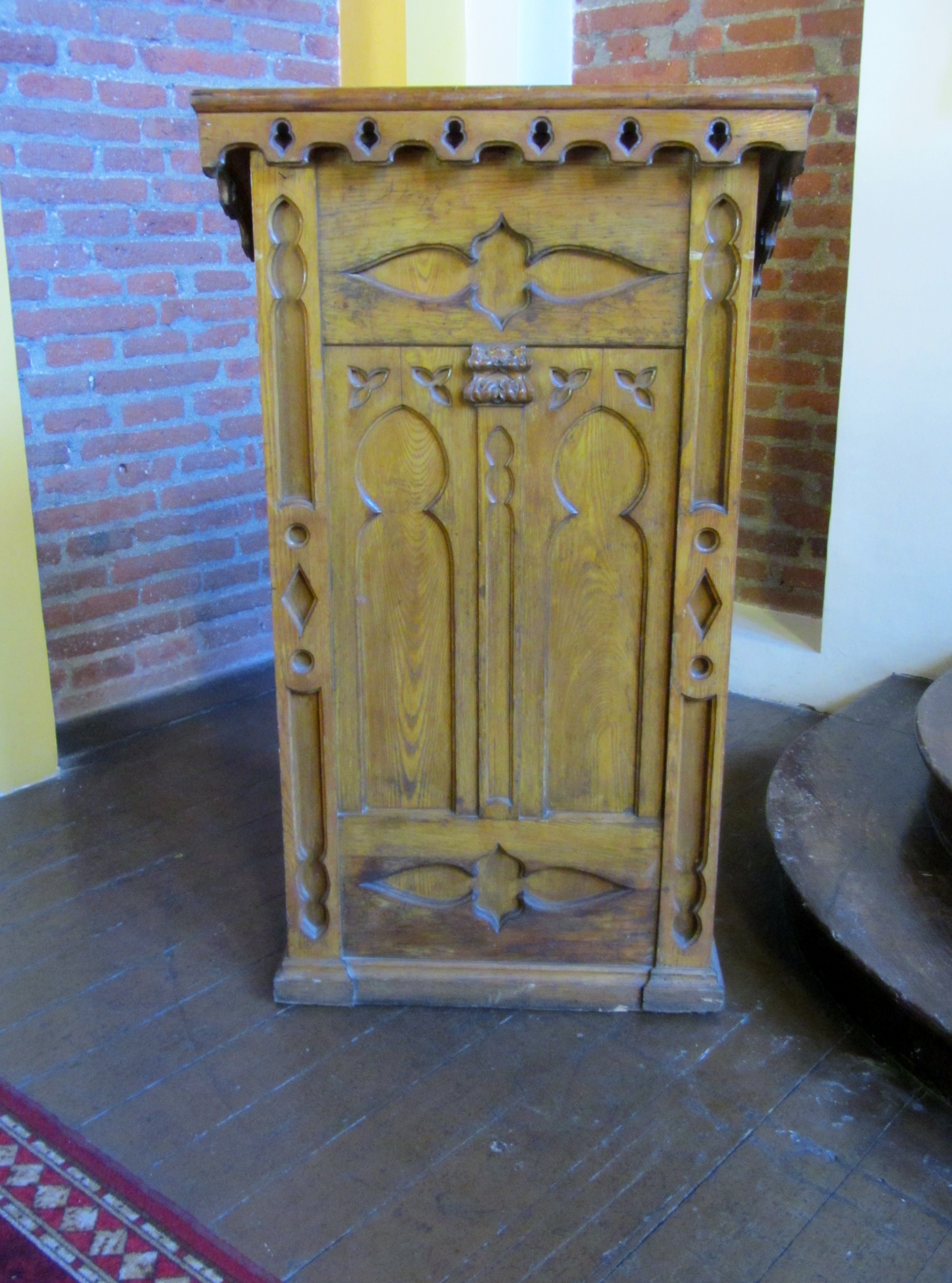
Púlpito
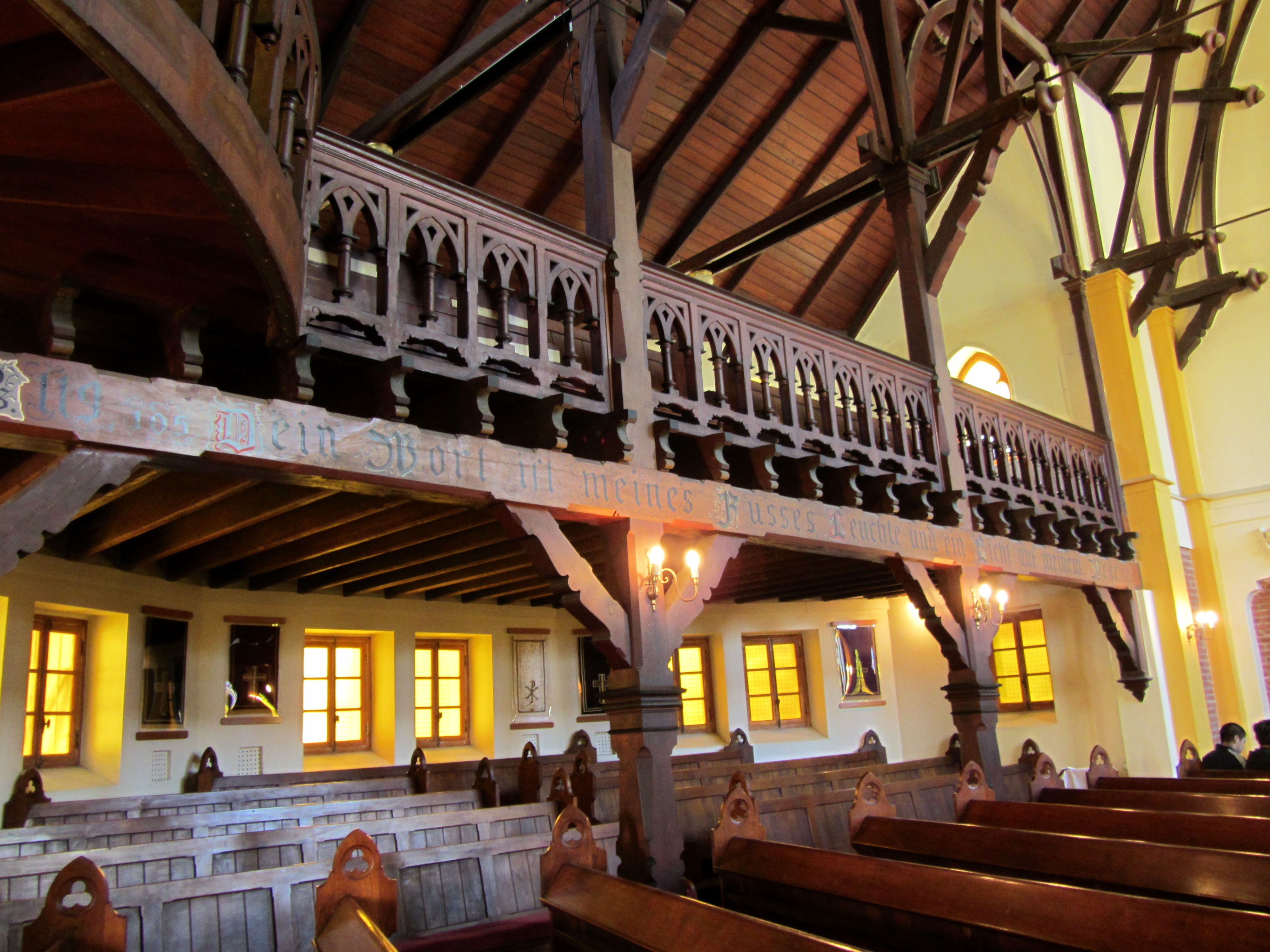
Galería